# Тодд Тауншип (округ Гантінгдон, Пенсільванія)
Тодд Тауншип (англ. Todd Township) — селище (англ. township) в США, в окрузі Гантінгдон штату Пенсільванія. Населення — 898 осіб (2020).

## Демографія
Згідно з переписом 2010 року, у селищі мешкали 952 особи в 360 домогосподарствах у складі 268 родин. Було 668 помешкань
Расовий склад населення:
| - 96,5 % — білих - 1,8 % — чорних або афроамериканців - 0,3 % — азіатів - 0,1 % — корінних американців |

До двох чи більше рас належало 0,7 %. Частка іспаномовних становила 2,0 % від усіх жителів.
За віковим діапазоном населення розподілялося таким чином: 21,7 % — особи молодші 18 років, 60,0 % — особи у віці 18—64 років, 18,3 % — особи у віці 65 років та старші. Медіана віку мешканця становила 44,6 року. На 100 осіб жіночої статі у селищі припадало 116,4 чоловіків;  на 100 жінок у віці від 18 років та старших — 99,7 чоловіків також старших 18 років.
Середній дохід на одне домашнє господарство  становив 56 980 доларів США (медіана — 46 458), а середній дохід на одну сім'ю — 61 663 долари (медіана — 52 292). За межею бідності перебувало 13,1 % осіб, у тому числі 16,4 % дітей у віці до 18 років та 14,4 % осіб у віці 65 років та старших.
Цивільне працевлаштоване населення становило 346 осіб. Основні галузі зайнятості: будівництво — 19,1 %, освіта, охорона здоров'я та соціальна допомога — 15,3 %, виробництво — 12,4 %, транспорт — 11,3 %.